# Lê Thận
Nguyễn Thận hay Lê Thận (?-7/1448) là công thần khai quốc và đại thần ba triều vua thời Hậu Lê trong lịch sử Việt Nam, làm đến chức Đại tư đồ dưới triều vua Lê Nhân Tông. Ông quê ở làng Mục Sơn, gần làng với vua Lê Thái Tổ Ông được sử sách chép lại là người bạn thân duy nhất của Lê Lợi.

## Tham gia khởi nghĩa Lam Sơn
Lê Thận quê ở làng Mục Sơn, làm nghề quăng chài, làm bạn keo sơn với Lê Lợi. Lê Thận làm nghề quăng chài, một đêm thấy đáy nước sáng như bó đuốc soi, kéo chài cả đêm không được gì. Chỉ được mảnh sắt dài hơn 1 thước. Ngày giỗ mẹ Lê Thận, Lê Lợi tới chơi, thanh sắt phát sáng ở chỗ tối, liền xin lấy, đem về mài sạch rỉ, thấy chữ Thuận Thiên (順天) cùng chữ Lợi (利). Hôm khác, Lê Lợi ra ngoài cửa, thấy một cái chuôi gươm đã mài dũa thành hình, Lê Lợi lạy trời khấn:
 Nếu quả là gươm trời cho, thì xin chuỗi và lưỡi liền nhau!
Bèn lấy mảnh sắt lắp vào trong chuôi, bèn thành ra chuôi gươm..

Hội thề Lũng Nhai năm 1416, Lê Thận tên xướng thứ 3, sau Lê Lợi và Lê Lai trong bài văn thề Lũng Nhai.
| “                                          | Khi vua cùng 18 bề tôi thân cận liên danh hội thề, nguyện cùng vui cùng lo có nhau, thì tên ông đứng thứ 3, sau Lê Lai | ” |
| — Đại Việt thông sử, Nhân vật chí, Lê Thận | |   |

Khi Lê Lợi khởi binh, Lê Thận là những người theo trước nhất, được trao chức Thứ thủ kỵ binh trong quân Thiết đột. Lê Thận cùng với Lê Văn An là tướng võ, cùng với tướng văn là Lê Văn Linh luôn đi sát bảo vệ Lê Lợi.

## Đại thần ba triều vua
Tháng 2, năm 1428, vua Lê Thái Tổ xếp hạng những người có công lao theo vua ở Lũng Nhai, Lê Thận được xếp thứ 2, phong là Trung Lượng đại phu, coi các vệ quân tả hữu Phủng thần, tước Đại trí tự.
Năm 1429, khắc biển công thần, Lê Thận được phong Á hầu.
Lê Thận được phong làm Nhập nội thiếu úy tham tri việc quân các vệ thuộc Tây đạo dưới đời vua Lê Thái Tông.
Tháng 6, 1437 đổi sang làm Tham tri Bắc đạo. Sau khi Đại tư đồ Lê Sát bị tội, ông được cử làm Tư Mã, coi các vệ ở Bắc đạo, tham tri chính sự.
Tháng 8,1437, vua Lê Thái Tông sai ông cùng Đỗ Đại, Nguyễn Xí, Lê Thụ coi việc từ tụng.
Đời vua Lê Nhân Tông, 1443, ông được thăng lên chức Nhập nội kiểm hiệu tư đồ Bình chương sự.
Năm 1446, ông cùng với Nhập nội Đô đốc Nguyễn Xí đi đánh Chiêm Thành.
Năm 1448, vua Lê Nhân Tông về Lam Kinh, Lê Thận lúc ấy giữ chức Đại tư đồ, cùng với Đô áp nha Lê Bí ở lại trông giữ kinh đô.
Tháng 7, 1448, Lê Thận mất, truy tặng là Bình chương quốc quân trọng sự, tước Huyện thượng hầu, ban thụy là Trung Tiết, cho hưởng lễ thái thường.
Năm 1484, triều đình truy tặng là Thái phó Hoằng quốc công.